# آقجة آباد
آقجة آباد (بالتركية: Akçaabat)‏ هي مديرية، في تركيا، تقع في طرابزون، بلغ عدد سكانها 123,552 نسمة وذلك حسب إحصائيات سنة 2018، رمزها البريدي هو 61300.

## المناخ
يظهر الجدول التالي التغييرات المناخية على مدار السنة لآقجة آباد:
| البيانات المناخية لـآقجة آباد     | البيانات المناخية لـآقجة آباد | البيانات المناخية لـآقجة آباد | البيانات المناخية لـآقجة آباد | البيانات المناخية لـآقجة آباد | البيانات المناخية لـآقجة آباد | البيانات المناخية لـآقجة آباد | البيانات المناخية لـآقجة آباد | البيانات المناخية لـآقجة آباد | البيانات المناخية لـآقجة آباد | البيانات المناخية لـآقجة آباد | البيانات المناخية لـآقجة آباد | البيانات المناخية لـآقجة آباد | البيانات المناخية لـآقجة آباد |
| الشهر                             | يناير                         | فبراير                        | مارس                          | أبريل                         | مايو                          | يونيو                         | يوليو                         | أغسطس                         | سبتمبر                        | أكتوبر                        | نوفمبر                        | ديسمبر                        | المعدل السنوي                 |
| --------------------------------- | ----------------------------- | ----------------------------- | ----------------------------- | ----------------------------- | ----------------------------- | ----------------------------- | ----------------------------- | ----------------------------- | ----------------------------- | ----------------------------- | ----------------------------- | ----------------------------- | ----------------------------- |
| متوسط درجة الحرارة الكبرى °م (°ف) | 10 (50)                       | 10 (50)                       | 11 (51)                       | 15 (59)                       | 18 (64)                       | 23 (73)                       | 26 (78)                       | 26 (78)                       | 24 (75)                       | 20 (68)                       | 16 (60)                       | 13 (55)                       | 17 (62)                       |
| متوسط درجة الحرارة الصغرى °م (°ف) | 3 (37)                        | 3 (37)                        | 4 (39)                        | 8 (46)                        | 12 (53)                       | 16 (60)                       | 19 (66)                       | 19 (66)                       | 16 (60)                       | 12 (53)                       | 8 (46)                        | 5 (41)                        | 10 (50)                       |
| الهطول مم (إنش)                   | 79 (3.1)                      | 56 (2.2)                      | 46 (1.8)                      | 48 (1.9)                      | 43 (1.7)                      | 46 (1.8)                      | 28 (1.1)                      | 43 (1.7)                      | 58 (2.3)                      | 99 (3.9)                      | 91 (3.6)                      | 94 (3.7)                      | 730 (28.7)                    |
| المصدر: Weatherbase               |                               |                               |                               |                               |                               |                               |                               |                               |                               |                               |                               |                               |                               |

## أعلام
- زكي ايفاز
- أكرم إمام أوغلو
- عثمان بيبي
- قادر مصر أوغلي
- فرحات بهليفان